# Trichopolydesmidae
Trichopolydesmidae é uma família de milípedes pertencente à ordem Polydesmida.

## Géneros
Géneros (lista incompleta):
- Aporodesmella Golovatch, Geoffroy & VandenSpiegel, 2014
- Bacillidesmus Attems, 1898
- Balkanodesmus Antić & Reip, 2014